# Pā'īn Andī Kolā
Pā'īn Andī Kolā (persiska: اَندی كُلا, پائين اندی كلا, پائين اَندی كَلا, Andī Kolā, Pā’īn Andī Kolā) är en ort i Iran.   Den ligger i provinsen Mazandaran, i den norra delen av landet, 130 km nordost om huvudstaden Teheran. Pā'īn Andī Kolā ligger 13 meter över havet och antalet invånare är 916.
Terrängen runt Pā'īn Andī Kolā är platt. Runt Pā'īn Andī Kolā är det tätbefolkat, med 286 invånare per kvadratkilometer. Närmaste större samhälle är Babol, 15,1 km nordost om Pā'īn Andī Kolā. Trakten runt Pā'īn Andī Kolā består till största delen av jordbruksmark.